# Erika Belle

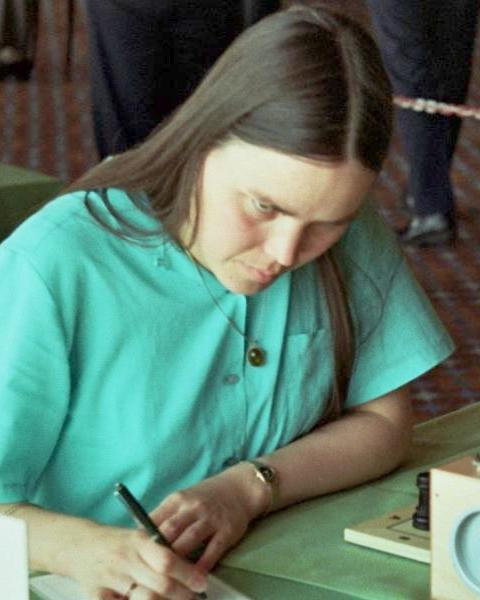
Erika Belle 1982 Interzonal Tournament in Bad Kissingen

Erika Belle (geboren 20 januari 1956) is een Nederlandse schaakster die in 1975, 1980 en 1981 Nederlands schaakkampioen bij de dames werd
Ze is lid van de Velpse Schaakvereniging. In 1974 speelde Erika mee in de zesde Schaakolympiade in Colombia samen met Ada van der Giessen (vijfde plaats) en in 1982 nam ze deel aan de tiende Schaakolympiade met Carla Bruinenberg, en Hanneke van Parreren (achtste plaats).
In 2003 speelde Erika ook mee in het Essent schaaktoernooi.